# Indigo Girls
Indigo Girls é uma dupla dos Estados Unidos de folk rock composta por Amy Ray e Emily Saliers. A dupla teve início em Atlanta, Geórgia como um ato regular no The Little 5 Points Pub e foi tangencialmente parte do College Rock de Athens que incluía The B-52's, Pylon, R.E.M., The Georgia Satellites, e Love Tractor.

## Discografia

### Álbuns de estúdio
- Indigo Girls (1987)
- Strange Fire (1987),
- Indigo Girls (1989)
- Nomads Indians Saints (1990)
- Rites of Passage (1992)
- Swamp Ophelia (1994)
- Shaming of the Sun (1997)
- Come on Now Social (1999)
- Become You (2002)
- All That We Let In (2004)
- Despite Our Differences (2006)
- Poseidon and the Bitter Bug (2009)

### Álbuns ao vivo
- Back on the Bus, Y'all (EP, 1991)
- 1200 Curfews (1995)
- Perfect World (live, 2004)

### Compilações
- 4.5 (lançado no Reino Unido, 1995)
- Retrospective (2000)
- Rarities (2005)